# سان ست (آرکانزاس)
سان ست (آرکانزاس) (به انگلیسی: Sunset, Arkansas) یک شهر در ایالات متحده آمریکا با جمعیت ۱۹۸ نفر است که در آرکانزاس واقع شده‌است.

## موقعیت جغرافیایی
موقعیت جغرافیایی شهرها و مناطق اطراف به شرح زیر است:

## نگارخانه

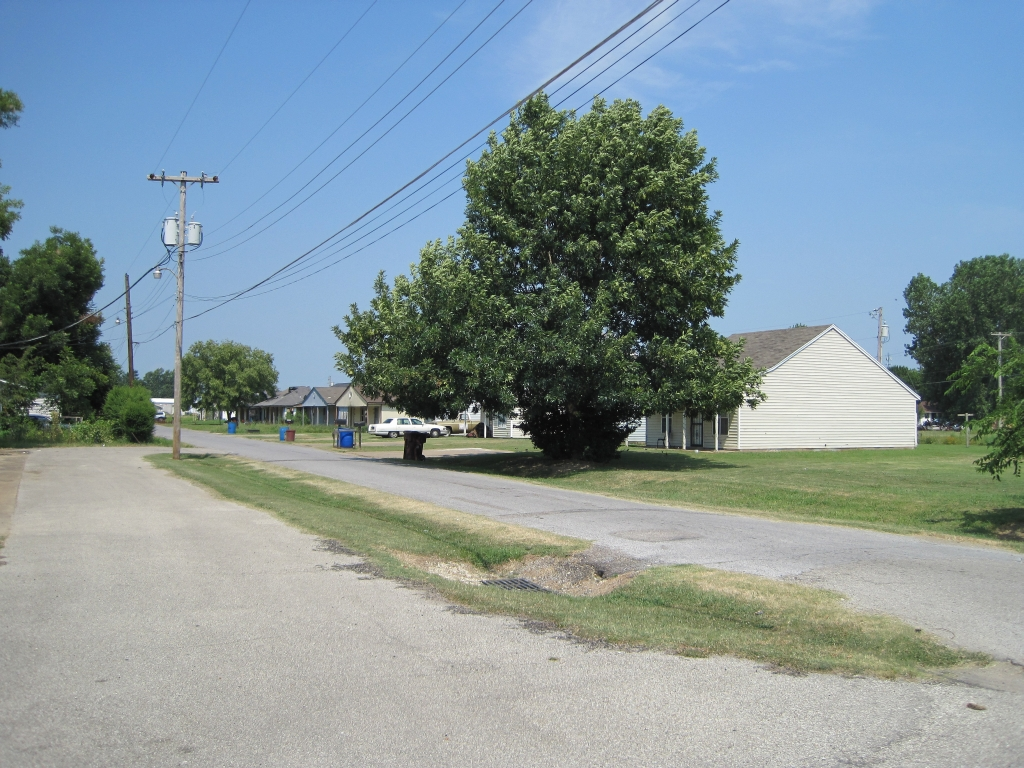
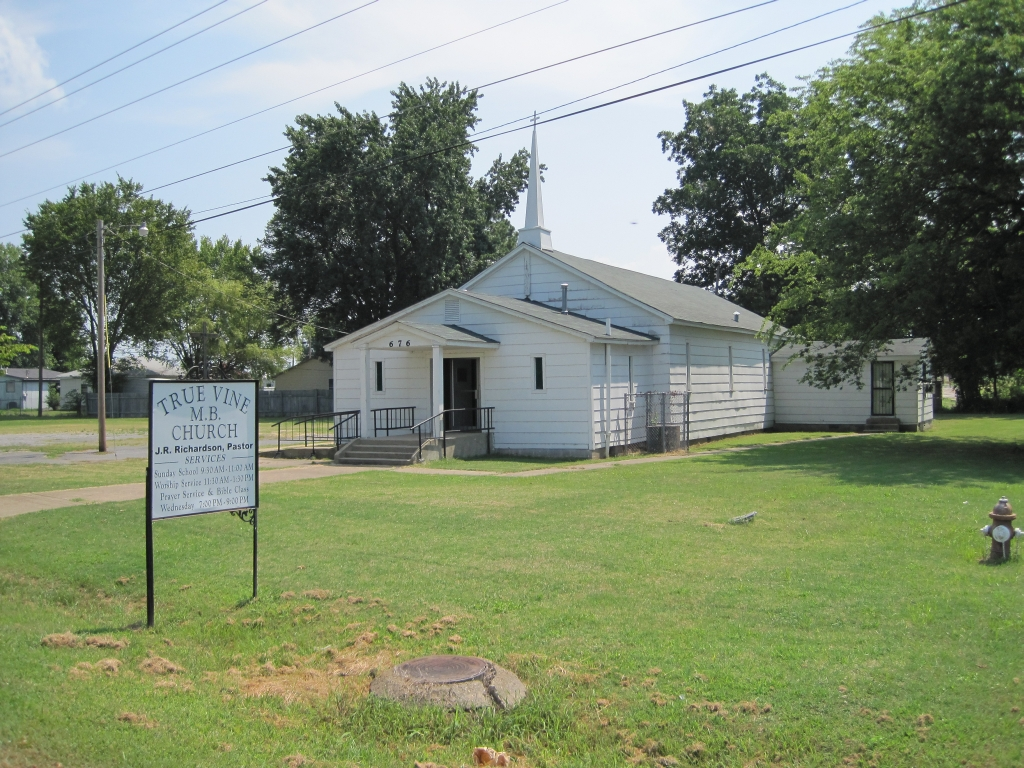
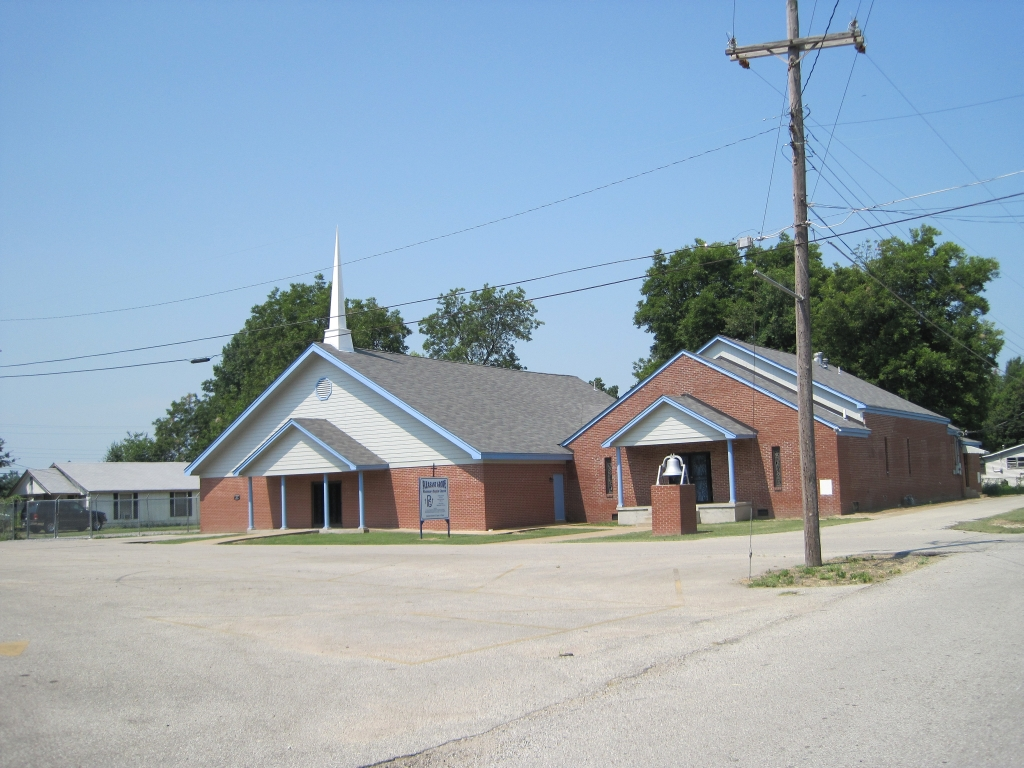